# Henry Bernhard (Journalist)
Henry Bernhard (* 1969 in Brandenburg) ist ein deutscher Journalist, Regisseur und Autor. Seit 2013 ist er Landeskorrespondent für Thüringen beim Deutschlandfunk in Erfurt.

## Leben
Henry Bernhard verbrachte seine Schulzeit in Thüringen und studierte Politik, Publizistikwissenschaft, Volkswirtschaftslehre und Öffentliches Recht an der Universität Göttingen. Seit 1990 ist er für den Rundfunk tätig, erst als Reporter, seit 1994 als Autor von Radio-Features und später als Regisseur für MDR, NDR, Deutschlandfunk und das Fernsehen. Seit Oktober 2013 ist er für Deutschlandradio (Deutschlandfunk und Deutschlandfunk Kultur) Landeskorrespondent in Thüringen.
Zu historischen Themen aus Deutschland hat er (Stand: 2011) bei rund 60 Features Regie geführt, einige Fernsehdokumentationen gedreht und als Autor über 50 eigene Features erarbeitet. Er ist Autor und Mitautor von 20 Sendungen des täglichen Magazins Hintergrund des Deutschlandfunks.

## Auszeichnungen
- Mitteldeutscher Journalistenpreis 1996[4]
- Kurt-Magnus-Preis 1996
- Åke Blomström Memorial Award 1997

## Werke

### Schriften
- (Hrsg.): Ich habe nur noch den Wunsch, Scharfrichter oder Henker zu werden. Briefe an Justice Jackson zum Nürnberger Prozess. Mitteldeutscher Verlag, Halle (Saale) 2006, ISBN 3-89812-406-1.

### Hörbücher (als Autor)
- Henry Bernhard: Stasi-Gefängnis Bautzen II: Sonderobjekt für Staatsfeinde. Christoph Links Verlag, Berlin 2016, ISBN 978-3-86153-887-5.

### Regie
- 2005: Papa kommt am Freitag[5]
- 2006: Freizeitsoldaten[6]
- 2009: Skat unterm Stacheldraht[7]